# César Ureta
César Pedro Ureta de las Casas (Lima, 30 de junio de 1945-Lima, 9 de octubre de 1982), conocido popularmente como el Loco Ureta, fue un actor y humorista peruano. Participó en programas de televisión de su tipo en la década de 1970.

## Biografía
Nació en Lima el 30 de junio de 1945. Sus padres fueron César Octavio Ureta Mille (1925-1986) y María Antonieta de las Casas Rivero.
Fue conocido por su peculiar personalidad dentro y fuera de cámaras, la cual se distinguió por darle un toque de humor, picardía y hasta cierto punto romper convencionalismos establecidos en los medios en los que tuvo la oportunidad de participar. Sus parientes eran los popularmente conocidos como el «clan Ureta».
Además de actor, también fue dibujante, caricaturista y fotógrafo. Tío de Regina Alcover Ureta. Estuvo casado con Palmira Da Silva Garrido desde el 11 de abril de 1975.
Falleció en la madrugada del 9 de octubre de 1982 a los 37 años a causa de un paro cardíaco que le sobrevino mientras estaba siendo intervenido de apendicitis en el Hospital San Juan de Dios del distrito chalaco de Bellavista. Se dedicó un homenaje en su memoria durante la noche de gala de los premios CIRCE, emitido por Panamericana.

## Televisión
- La escalera del triunfo
- Teleloquilandia
- El show de Tulio Loza
- El tornillo
- La tuerca
- Estrafalario
- El show de Rulito y Sonia
- Risas y salsa